# Karl Gooss (történész)
Ifj. Karl Gooss (Segesvár, 1844. április 9. – 1881. június 23.) erdélyi szász történész, főgimnáziumi tanár.

## Élete
Apja, idősebb Karl Gooss 1848-ban elhunyt, így árvája Johann Georg Froniusnál nevelkedett. A gimnáziumot szülővárosában végezte, és 1862-ben a heidelbergi egyetemet látogatta. A teológiai tantárgyakon kívül előszeretettel foglalkozott a filológiával és történelemmel. 1863 őszén Jenába ment, ahol három félévet szentelt a teológiai tanulmányoknak; e mellett szorgalmasan látogatta Schmidt Móricz történelmi szemináriumát. Az 1865. nyári félévet Berlinben töltötte, ahol leginkább a múzeumokat látogatta. Visszatérvén hazájába, szeptember 1-jétől a segesvári gimnáziumnál ideiglenes tanári állást foglalt el, és később rendes tanár lett, ahol a vallást, latin, görög és német nyelvet adta elő, emellett a földrajzot és történelmet is tanította. 1867-ben átvette a régészeti gyűjtemény kezelését, 1869-ben pedig a könyvtárét; mindkét gyűjtemény az ő vezetése alatt jelentékenyen fejlődött. A megfeszített munkálkodás miatt megbetegedett; orvosai hosszabb időre eltiltották a dolgozástól. Betegségének azzal vetett véget, hogy az udvarában lévő kútba ugrott.
Az erdélyi honismertető társulat közgyűlésén, mely társulatnak választmányi tagja volt, Georg Daniel Teutsch elnök tartott fölötte emlékbeszédet.

## Munkássága
Az erdélyi szász történetírók és történetnyomozók közt kiváló helyet foglal el; főként Erdély praehistoriai, Dácia és a rómaiak erdélyi uralma történeteivel foglalkozott. A budapesti praehistoricus kongresszusra összeállította az erdélyi leletek krónikáját. Maga is több ásatást vezetett, és a segesvári gimnáziumban olyan múzeumot állított össze, amely a szakértők figyelmét és elismerését teljesen kiérdemelte. Mint epigráfus is szép nevet vívott ki, és közléseivel Theodor Mommsen nagy munkájához is szolgáltatott adatokat. Cikkei az Archiv des Vereins für siebenbürgische Landeskunde című folyóiratban (N. F. IX. XI. XII. 1870-74. Archäologische Analekten, Untersuchungen über die Innerverhältnisse des Trajanischen Daciens, XIII. XIV. 1876-78. Skizzen zur vorrömischen Culturgeschichte der mittlern Donaugegenden, XVI. 1880. Karl Tormas Forschungen, über die Geographie des Alten Daciens), az Archaeologisch-epigraphische Mittheilungenben (Bécs 1877-1879. Zum Corpus Inscriptionum Latinarum. Dacia.), a Korrespondenzblatt des Vereins für sibenbürgische Landeskunde-ben (1878. Neuere archäologische Funde aus der römischen und Völkerwanderungszeit Siebenbürgens, die neueste Literatur über die Frage der Herkunft der Romänen, Die ethnographische Stellung der Daken und ihre erhaltenen Sprachreste, 1879. Zur Rumänen-Frage) jelentek meg.

## Művei
- Beiträge zur siebenbürgischen Alterthumskunde. Hermanstadt, 1874 (különnyom. az Archivból. Ism. Ungar. Lloyd 1875. 46. sz. és Bursian, Jahresbericht, Berlin, 1874-75.)
- Studien zur Geographie und Geschichte des Trajanischen Daciens. Hermanstadt, 1874 (különny. a segesvári ág. ev. gymnasium Programmjából, térképpel. Ism. Történelmi Adattár. Temesvár, 1874, Archaeol. Értesitő 1875. és Ungar. Lloyd 1875. 46. sz.)
- Chronik der archäologischen Funde Siebenbürgens. Hermanstadt, 1876 (különny. az Archivból)
- Bericht über Fräulein Sofie von Torma's Sammlung prähistorischer Alterthümer aus dem Maros- und Cserna-Thal Siebenbürgens. Hermanstadt, 1878 (különny. az Archivból. Ism. Erdélyi Muzeum 1879)
- Die römische Lagerstadt Apulum in Dacien. Schässburg, 1878. (Különny. a segesvári ág. ev. gymnasium Programmjából. Ism. Erdélyi Muzeum)